# Clotilde García Borrero
Clotilde García Borrero, var en colombiansk feminist.
Hon spelade en viktig roll inom den tidiga colombianska kvinnorörelsen. Hon är känd för sin kampanj till kvinnors rätt att ärva sin familjs tillgångar och förvalta dem utan behov av förmyndarskap från sina män, såväl som rätten till utbildning